# Torontoceros
Torontoceros — вимерлий рід оленів. Він жив у пізньому плейстоцені (близько 12 000 — 11 000 років тому) в Онтаріо, хоча, ймовірно, був місцевим в інших місцях. Єдиний вид – T. hypogaeus.
Скам'янілості цієї тварини були знайдені в 1976 році під час розкопок для будівництва лінії метро Торонто Блур-Данфорт, перш ніж були передані Королівському музею Онтаріо.
Torontoceros відомий за неповним скелетом, однак цього достатньо, щоб висунути гіпотезу про його появу. Вважається, що ця тварина була розміром з нинішнього карібу, і зовнішність також нагадувала його. Великі роги, однак, здається, були набагато більшими та важчими, ніж у сучасних форм.